# Государственная молодёжная премия Марий Эл имени Олыка Ипая
Государственная молодёжная премия Марий Эл имени Олыка Ипая — государственная премия Республики Марий Эл в области литературы, культуры и искусства, науки, общественной и социально-значимой деятельности для молодёжи. Присуждается один раз в два года. Названа по имени репрессированного марийского поэта, переводчика и журналиста Олыка Ипая (1912—1937).

## История
Была учреждена в 1968 году Марийским обкомом ВЛКСМ как премия Марийского комсомола имени Олыка Ипая.
Первые лауреаты премии — композитор Эрик Сапаев (посмертно) и поэт Валентин Колумб.
За 48 лет лауреатами премии имени Олыка Ипая стали 130 номинантов. Среди них — народный художник России Александр Бакулевский, заслуженные художники РФ Зосим Лаврентьев, Измаил Ефимов, Иван Ямбердов, народный поэт Республики Марий Эл Семён Николаев, заслуженные артисты России Галина Иванова, Алла Александрова, Иван Смирнов, творческие коллективы Государственного ансамбля танца «Марий Эл», народного этнографического ансамбля «Марий памаш», заслуженные артисты России и многие другие.
В 1994 году в связи с образованием Республики Марий Эл премия стала государственной.
В год 100-летия ВЛКСМ (2018) Государственную молодёжную премию Республики Марий Эл в области литературы, культуры и искусства Правительство Республики Марий Эл дополнило новыми номинациями:
- в области литературы, культуры и искусства — 5 Государственных молодёжных премий Республики Марий Эл имени Олыка Ипая;
- в области науки и техники и производства — 3 Государственные молодёжные премии Республики Марий Эл;
- в области социально значимой деятельности — 2 Государственные молодёжные премии Республики Марий Эл.

В 2022 году число премий увеличили до 15, а размер денежного поощрения до 40 тыс. рублей.
Государственные молодёжные премии присуждаются:
- в области литературы, искусства и архитектуры — за создание талантливых, отличающихся новизной и оригинальностью произведений литературы, искусства и архитектуры, реализацию творческих и исследовательских проектов в области культуры, получивших общественное признание и являющихся значительным вкладом в культуру Республики Марий Эл;
- в области науки, техники и производства — за особо ценные научные публикации и открытия, за разработку и внедрение в производство высокоэффективных технологий и изобретений, получивших признание научной общественности и специалистов сферы производства;
- в области социально значимой и общественной деятельности — за реализацию социально значимых программ (проектов), получивших положительное заключение по итогам их реализации, за организацию и участие в мероприятиях, решающих социальные задачи, поставленные обществом, за общественную деятельность социального, культурного, общественно полезного характера.

## Условия вручения премии
Согласно Указу Главы Республики Марий Э от 14 марта 2012 г. N 22 «О Государственной молодёжной премии Республики Марий Эл в области литературы, культуры и искусства имени Олыка Ипая» премия присуждается гражданам Российской Федерации за создание талантливых, отличающихся новизной и оригинальностью произведений литературы и искусства, реализацию творческих и исследовательских проектов в области культуры, получивших общественное признание и являющихся значительным вкладом в культуру Республики Марий Эл.
Возраст соискателей премии — от 18 до 35 лет (включительно).
На соискание премии могут быть представлены следующие работы:
- произведения литературы всех жанров (проза, поэзия, драматургия, публицистика, художественная критика) только в законченном виде после опубликования в печати и получения признания общественности;
- творческие, исследовательские проекты и работы в сфере библиотечного и музейного дела после их реализации в организациях культуры Республики Марий Эл;
- произведения живописи, скульптуры, графики, декоративно-прикладного искусства, реставрационные работы, изделия народного художественного и прикладного творчества после показа на выставках, вернисажах и экспозициях;
- произведения и творческие работы в области театрального, музыкального, хореографического искусства, кинематографии, телевидения и радио, концертно-исполнительская деятельность после просмотра их на концертах, в театрах и кинотеатрах, освещения на радио и телевидении.

Критерии оценки представляемых работ:
- актуальность, инновационный характер и оригинальность;
- способность оказать существенное влияние на качество культурной среды;
- масштабы реализации результатов произведения (работы), перспективы дальнейшего использования этих результатов.

В состав Комиссии при Главе Республики Марий Эл по присуждению премии входят представители Министерства культуры, печати и по делам национальностей, Министерства образования и науки Марий Эл, руководители республиканских учреждений культуры, творческих союзов, журналисты.

## Отзывы о премии
Портал MariUver считает премию им. О. Ипая важной вехой в жизни творческой марийской молодёжи:
«Эту премию можно получить раз в жизни, как и звание народный артист России. Она не даёт никаких социальных льгот, лишь единовременную материальную поддержку. Но молодёжь Марий Эл стремится её получить, ведь она — ступенька в их творческую жизнь».
На церемонии вручения премии за 2013—2014 годы в январе 2015 года Глава Марий Эл Л. И. Маркелов отметил значимость данной премии:
«Мне сегодня было приятно вручать награды молодым и талантливым людям, прославляющим нашу республику. Все вместе мы активно работали в 2014 году, который был объявлен Годом культуры, ввели два новых театра, один из них — с органом, и я уверен, что 2015 год, который пройдет под знаком русской литературы, для республики также ознаменуется новыми объектами, а творческая молодежь проявит себя в своих направлениях деятельности. Драматурги, художники, скульпторы, певцы, писатели — все должны показывать свои таланты и участвовать в развитии культуры».

## Лауреаты премии разных лет
| Год присуждения | Лауреаты |
| --------------- | --- |
| 1968            | Колумб Валентин Христофорович, поэт Сапаев Эрик Никитич, композитор (посмертно) |
| 1969—1970 годы  | Николаев Семён Васильевич, поэт Лаврентьев Зосим Фёдорович, художник Иванова (Ямаева) Галина Николаевна, актриса |
| 1971—1973 годы  | Косоротов Валентин Николаевич, писатель Молодёжный эстрадный оркестр «Орбита» Микряковский молодёжный ансамбль гусляров Горномарийского района (руководитель — Ягельдина Тамара Андреевна) Чебатурина Раиса Сергеевна, художник |
| 1973—1974 годы  | Рыбаков Николай Фёдорович, драматург Ширнин Анатолий Александрович, скульптор Детский хор школы-интернат № 1 г. Йошкар-Ола (руководитель — Вдовина Антонина Васильевна) |
| 1975—1976 годы  | Сычёв Александр Фёдорович, поэт Михайлин Иван Алексеевич, художник Симфонический оркестр Музыкального училища им. И. С. Палантая |
| 1977—1978 годы  | Артамонов Юрий Михайлович, писатель Белков Юрий Сергеевич, художник Квинтет духовых инструментов Марийского государственного музыкального театра в составе: заслуженный артист Марийской АССР К. А. Степанов (гобой), В. В. Шапкин (флейта), В. И. Панов (кларнет), П. М. Васютин (фагот) и Н. М. Гусев (валторна), солисты театра Туренко Евгений Васильевич и Мосалёва Инна Александровна |
| 1979—1980 годы  | Смольников Алексей Степанович, переводчик Медведев Анатолий Васильевич, скульптор Этнографический фольклорный ансамбль «Марий Памаш» (худ. рук. Кузнецова-Дружинина Надежда Прокопьевна) ВИА «Сувенир» ДК им. XXX-летия Победы |
| 1981—1982 годы  | Панов Владимир Михайлович, поэт Яшмолкин Алексей Кириллович, композитор Марийский государственный вокально-хореографический ансамбль «Марий Эл» Токтаулов Николай Васильевич, художник |
| 1983—1984 годы  | Тимиркаев Анатолий Тимиршинович, поэт Маков Сергей Николаевич, композитор Народный ансамбль песни и танца «Сударушка» |
| 1985—1986 годы  | Захаров Вениамин Александрович, композитор Ансамбль бального танца ДК им. XXX-летия Победы «Молодость» |
| 1987—1988 годы  | Иванова (Аптуллина) Альбертина Петровна, поэтесса Студенческий народный ансамбль «Рия-рия» Марийского государственного университета Юнго-Кушергинская народная любительская киностудия Горномарийского района «Юнгафильм» (режиссёр Амельченко Анатолий Дмитриевич) |
| 1989—1990 годы  | Абукаев Вячеслав Александрович, прозаик Кульшетов Валерий Дмитриевич, композитор Изибаев Алексей Русаевич, солист эстрадной группы «Кас» Яранов Евгений Герасимович, живописец ВИА «Энсул» Моркинского ДК Ансамбль гусляров Еласовского ДК Горномарийского района |
| 1991—1992 годы  | Спиридонов Анатолий Яковлевич, писатель Иштрикова Татьяна Вячеславовна, поэтесса Яндубаев Сергей Васильевич, скульптор Коротаев Евгений Николаевич, актёр Народный ансамбль песни и пляски «Мурсескем» Ивансолинского ДК Куженерского района Творческо-постановочная группа Парка культуры и отдыха им. XXX-летия ВЛКСМ |
| 1993—1994 годы  | Изилянова Валентина Михайдаровна, поэтесса Таныгин Юрий Иванович, художник Народный ансамбль песни и танца «Наигрыш» с детским образцовым коллективом «Ёжики» Ежовского Дома народного творчества Медведевского района Народный Хор русской песни Азановского центра досуга Медведевского района Ансамбль песни и танца «Эрвел мари» Республиканского центра народного творчества |
| 1995—1996 годы  | Орлова Алла Алексеевна, художник по вышивке Оркестр народных инструментов республиканского колледжа культуры и искусств Смирнов Иван Викентьевич, актёр Ансамбль народных инструментов Музыкального училища им. И. С. Палантая |
| 1997—1998 годы  | Русанов Юрий Петрович, редактор Марийского радио Малинин Сергей Михайлович, солист-инструменталист Марийской государственной филармонии им. Я. Эшпая Шайдулина Алевтина Андреевна, художник-прикладник, педагог дополнительного образования Дворца творчества юных Йошкар-Олы Макарова Нина Альбертовна, артистка балета Государственного ансамбля танца «Марий Эл» Шабалин Владимир Евдокимович, солист балета Марийского государственного театра оперы и балета им. Э. Сапаева Народный ансамбль песни и танца «Пеледыш» Республиканского центра народного творчества, художественный руководитель — Сергеев Евгений Аркадьевич. Народный ансамбль танца «Рвезылык» Марийского республиканского колледжа культуры и искусств, художественный руководитель — Асмаев Вячеслав Михайлович |
| 1999—2000 годы  | Коковихин Александр Михайлович, поэт Белугин Юрий Андреевич, художник Народный ансамбль бального танца «Импровиз»: руководитель Яшкина Жанна Михайловна, балетмейстер Колесников Пётр Леонидович, участники Суслина Светлана, Сарафанников Андрей, Двоеглазов Андрей, Романова Марина Ансамбль народной песни «Эренгер»: художественный руководитель Чернова Светлана Васильевна, музыкальный руководитель Горбунов Валерий Николаевич, участники Богатырёва Наталья Ивановна, Ермаков Анатолий Серафимович, Пайдышева Надежда Николаевна Детский театр-студия «Зеркало»: художественные руководители Лядова Татьяна Валентиновна, Пчелина Ольга Викторовна |
| 2001—2002 годы  | Пчёлкина (Иванова) Татьяна Александровна, поэтесса Семёнов Валерий Витальевич, поэт-песенник Алдушкин Сергей Сергеевич, художник Мингазова Наиля Ваховна, мастер-вышивальщица Детско-юношеская творческая организация "Театр-студия «Зеркало» |
| 2003—2004 годы  | Пехметова Светлана Фёдоровна, журналист Матвеев Михаил Иванович, журналист Николаев Владислав Алексеевич, артист-вокалист Богомолов Олег Анатольевич, художник Асмаев Артём Михайлович, актёр Маковеев Владимир Геннадьевич, Смирнов Андрей Михайлович, резчики по дереву |
| 2005—2006 годы  | Творческий коллектив «Радио Марий Эл»: Карпов Сергей Владимирович, Кожевников Александр Геннадьевич, Пушкина Наталья Васильевна, Чемешева Марина Витальевна, Якаева Ирина Геннадьевна Попова Эльвира Геннадьевна, артистка-вокалистка Таланцева Ольга Альбертовна, художник Актуганов Игорь Витальевич, актёр Яндукова Светлана Альбертовна, артистка-вокалистка Народный самодеятельный коллектив «Уличный театр „Праздник“ городского округа „Город Йошкар-Ола“» |
| 2007—2008 годы  | Гордеева (Никитина) Надежда Геннадьевна, поэтесса Речкин Александр Сергеевич, артист-вокалист Клюкина Мария Юрьевна, художник-график Дунаев Константин Михайлович, Коган Дмитрий Сергеевич, Коротков Константин Валерьевич, Новиков Максим Евгеньевич, Паршин Кирилл Валерьевич, артисты балета (солисты) Марийского государственного театра оперы и балета им. Э. Сапаева Антропова Светлана Сергеевна, кружевница Детский образцовый духовой оркестр Русскокукморского культурно-досугового центра Медведевского муниципального района (руководитель оркестра Е. Е. Юшкин) |
| 2009—2010 годы  | Творческий коллектив газеты «Кугарня» (журналисты Эльвира Куклина, Ирина Степанова, Алевтина Таныгина, Эльвира Терентьева, Ирина Ямбаршева) Пашкина Надежда Валикаевна, артистка-вокалистка Иглина Елена Александровна, художник-график Любовь Купсольцева, Анджела Мамаева, Лилия Рыбакова, Сергей Мамаев, актёры Марийского национального театра драмы им. М. Шкетана Образцовый театр юного зрителя «Маска» Районного центра культуры и досуга Медведевского муниципального района (руководители театра Алла Москвина и Ирина Иванова) |
| 2011—2012 годы  | Архипов Григорий Вячеславович, композитор, дирижёр Иванова Евгения Александровна, живописец Смородинова Елена Николаевна, Пчёлкина Аида Павловна, библиографы Искакова Роза Евгеньевна, Виногорова Эльвира Александровна, исполнители марийской эстрадной песни Хабалева Марина Олеговна, музейный исследователь |
| 2013—2014 годы  | Байдимиров Дмитрий Александрович, Айгузина Анастасия Артёмовна, Шурыгин Андрей Владимирович, исследователи, научные сотрудники Национального музея Республики Марий Эл им. Т. Евсеева Иванова Елена Александровна, журналист Майков Александр Леонидович, дирижёр образцового духового оркестра Марийского республиканского колледжа культуры и искусств имени И. С. Палантая Светлакова (Соловьёва) Татьяна Анатольевна, поэт Смирнова Юлия Михайловна, художник декоративно-прикладного искусства |
| 2015—2016 годы  | Сотрудники Марийского театра-центра для детей и молодёжи: Гордеева Эрвина Геннадьевна, режиссёр-постановщик, Кудрявцев Алексей Сергеевич, актёр, Николаева Наталья Андреевна, актриса, Федотова Ольга Анатольевна, актриса Гаврилова Марина Геннадиевна, вышивальщица Метелькова Полина Валерьевна, художник декоративно-прикладного искусства Сунгурова Раисия Борисовна, поэт Шавкунова Мария Сергеевна, Азиков Николай Валентинович, Гаврош Александр Сергеевич, тележурналисты Байбаева Екатерина Николаевна, артистка балета |
| 2017—2018 годы  | В области литературы, искусства и архитектуры имени Олыка Ипая: - Бессонова Светлана Аркадьевна, писатель - Веденкин Артём Александрович, артист балета Марийского государственного театра оперы и балета им. Э. Сапаева - Попова-Окунева Татьяна Геннадьевна, актриса Марийского театра юного зрителя - Фёдорова Людмила Евгеньевна, редактор ГТРК «Марий Эл» - Ямбердова Татьяна Ивановна, преподаватель, музыкант В области науки, техники и производства: - Андрианов Денис Юрьевич, студент, техник ФГБОУ ВО «Поволжский государственный технологический университет»; - Зверева Оксана Сергеевна и Кобылина Екатерина Вениаминовна, сотрудники ФГБОУ ВО «Поволжский государственный технологический университет» - Кондратенко Зарина Камилевна, сотрудник ФГБОУ ВО «Марийский государственный университет» В области социально значимой и общественной деятельности: - Кукушкин Иван Константинович, Сурков Иван Евгеньевич, Фисенко Александра Сергеевна и Якимова Анна Александровна, члены студенческого поискового отряда «Воскресение» ФГБОУ ВО «Марийский государственный университет» - Мишаков Алексей Анатольевич, Кубеков Михаил Александрович, Салишкина Дарья Алексеевна и Самойлова Мария Николаевна, представители Региональной общественной организации Республики Марий Эл в сфере культурного воспитания молодёжи «Молодёжная инициативная группа» |
| 2019—2020 годы  | В области литературы, искусства и архитектуры имени Олыка Ипая: - Завойскина Марина Альбертовна, преподаватель высшей категории Марийского республиканского колледжа культуры и искусств имени И. С. Палантая - Матвеев Владимир Владимирович, Аптулаев Владимир Васильевич, Фёдорова Жанна Юрьевна, коллектив радиоканала «Марий Эл Радио» - Пектеев Степан Васильевич, режиссёр-постановщик Марийского национального театра драмы им. М. Шкетана - Попов Игорь Геннадьевич, поэт, главный редактор журнала «Ончыко» - Санникова Анна Андреевна, преподаватель рисунка, живописи, композиции ГБПОУ Марий Эл «Йошкар-Олинское художественное училище» В области науки, техники и производства: - Васканова Надежда Александровна, старший научный сотрудник отдела этнографии ГБУК «Национальный музей Республики Марий Эл имени Т. Евсеева» - Овчинников Владимир Викторович и Рябова Мария Игоревна, сотрудники ФГБОУ ВО «Поволжский государственный технологический университет» - Токтаров Алексей Иванович и Антонова Алина Геннадьевна, сотрудники ЗАО «Сернурский сырзавод» В области социально значимой и общественной деятельности: - Белов Илья Константинович, художник-дизайнер ООО «Э-Студио»; - Соколова Анна Николаевна, руководитель, старший тренер образцового ансамбля бального танца Республики Марий Эл танцевально-спортивного клуба «Дебют» |
| 2021—2022 годы  | В области литературы, искусства и архитектуры: - Каменщиков Иван Евгеньевич, преподаватель государственного бюджетного профессионального образовательного учреждения Республики Марий Эл «Марийский республиканский колледж культуры и искусств имени И. С. Палантая»; - Михайлова Кристина Дмитриевна, прима-балерине государственного автономного учреждения культуры Республики Марий Эл «Марийский государственный академический театр оперы и балета имени Эрика Сапаева»; - Соловьева Галина Евгеньева, артист государственного автономного учреждения культуры Республики Марий Эл «Марийский театр юного зрителя»; - Шаблий Денис Сергеевич, индивидуальный предприниматель. - коллективу ансамбля «Марий мурсем»: Алексееву Ивану Родионовичу, военнослужащему в Вооруженных Силах Российской Федерации; Кириллову Василию Евгеньевичу, артисту балета ансамбля танца «Марий Эл»; Мамаевой Виктории Александровне, ведущей «Марий Эл Радио» государственного автономного учреждения культуры Республики Марий Эл «Марий Эл Телерадио»; Пайбулатову Дмитрию Сергеевичу, специалисту по учебно-методической работе кафедры марийского языка и литературы федерального государственного бюджетного образовательного учреждения высшего образования «Марийский государственный университет»; Пуртовой Полине Николаевне, корреспонденту службы радиовещания филиала федерального государственного унитарного предприятия «Всероссийская государственная телевизионная и радиовещательная компания» "Государственная телевизионная и радиовещательная компания «Марий Эл». В области науки, техники и производства: - Дубинину Михаилу Васильевичу, доценту кафедры биохимии, клеточной биологии и микробиологии федерального государственного бюджетного образовательного учреждения высшего образования «Марийский государственный университет»; - Ласточкиной Елене Григорьевне, старшему преподавателю кафедры марийского языка и литературы федерального государственного бюджетного образовательного учреждения высшего образования «Марийский государственный университет»; - Орлову Александру Игоревичу, доценту федерального государственного бюджетного образовательного учреждения высшего образования «Марийский государственный университет»; - Семенову Константину Денисовичу, старшему преподавателю кафедры эксплуатации машин и оборудования федерального государственного бюджетного образовательного учреждения высшего образования «Поволжский государственный технологический университет»; - Шашину Дмитрию Евгеньевичу, доценту кафедры конструирования и производства радиоаппаратуры федерального государственного бюджетного образовательного учреждения высшего образования «Поволжский государственный технологический университет». В области социально значимой и общественной деятельности: - Бойко Екатерине Михайловне, члену Марийского регионального отделения Общероссийской общественной организации инвалидов «Всероссийское общество глухих»; - Зиангировой Зое Вячеславовне, заместителю директора по воспитательной работе муниципального бюджетного общеобразовательного учреждения «Средняя общеобразовательная школа № 3 г. Йошкар-Олы»; - Курбаш Марии Алексеевне, студентке федерального государственного бюджетного образовательного учреждения высшего образования «Марийский государственный университет»; - Любимову Николаю Ивановичу, консультанту отдела печати и массовых коммуникаций Министерства культуры, печати и по делам национальностей Республики Марий Эл. - Александрову Михаилу Васильевичу, ведущему мастеру сцены государственного автономного учреждения культуры Республики Марий Эл «Марийский театр юного зрителя»; Семеновой Валентине Валерьевне. |